# Max Joseph
H. Maxwell "Max" Joseph (født 16. januar 1982 New York City, i New York i USA) er en amerikansk filminstruktør, manuskriptforfatter, producer, fotograf og tv-vært.
Joseph blev født og opvoksede i New York City. Han er både vært med Nev Schulman og kameramand i Catfish: The TV Show. Joseph forlod Catfish i adskillige afsnit i 4. sæson for at instruere sin spillefilmsdebut We Are Your Friends, med Zac Efron og udgivet i 2015. Joseph har instrueret adskillige film som 12 Years of DFA: Too Old To Be New, Too New To Be Classic, Garden of Eden, Let's Harvest the Organs of Death Row Inmates og adskillige andre produktioner.
I en alder af 18 solgte han sin første kortfilm til HBO Family, hvor den blev sendt i næsten fire år. Som følge heraf blev mange af Maxs produktioner vist på mange amerikanske festivaler som Sundance, Telluride og SXSW. Han har instrueret (og fotograferet) prisceremonier for store mærker som Nike, Pepsi, Starbucks og Toyota.
Derudover har Max også været kreativ instruktør specialiseret i videoer på GOOD Magazine, hvor han har skrevet, instrueret og/eller produceret næsten 64 kortfilm. Nogle er vist på Los Angeles County Art Museum (LACMA), Brooklyn Academy of Music (BAM) og Gagosian Gallery i New York.

## Privatliv
Joseph er nuværende bosat i Los Angeles med sin kone Priscila Joseph.